# اچ‌ام‌ای‌اس والر (اس‌اس‌جی ۷۵)
اچ‌ام‌ای‌اس والر (اس‌اس‌جی ۷۵) (به انگلیسی: HMAS Waller (SSG 75)) یک زیردریایی است که طول آن ۷۷٫۴۲ متر (۲۵۴٫۰ فوت) می‌باشد. این زیردریایی در سال ۱۹۹۷ ساخته شد.